# Pena de morte em Andorra
Pere Areny foi o último homem a ser executado em Andorra. Ele foi morto por um pelotão de fuzilamento pelo assassinato de seu irmão, Antoni Areny, em 18 de outubro de 1943.  A pena de morte foi abolida no país em 1990  e o Protocolo nº 6 da CEDH entrou em vigor em 1 de fevereiro de 1996. 